# Молох (гущер)
Вижте пояснителната страница за други значения на Молох.
Молохът (Moloch horridus), известен още като Бодлив дявол, е дребно влечуго от разред Люспести, единственият представител на рода Молохи. Въпреки външния си вид, той е почти безобиден.

## Общи сведения
Достига 16 cm на дължина. Кафяви и жълтокафяви на цвят (при високи температури са светли, а при ниски – тъмни), те са покрити с конусовидни бодли. На тила има мастен израстък, наричан „фалшива глава“. Така на хищниците им е по-трудно да погълнат молоха.

## Разпространение
Живее в шубраци и пустини в Централна Австралия. Разпространението му се свързва най-вече с наличието на пясъчна глинеста почва.

## Начин на живот и хранене
Хранят се главно с малките черни мравки от рода Иридомирмекс. За да се нахрани, може да изяде 2500 мравки. Кондензацията на росата през нощта помага за събирането на влага, която се образува по кожата и по надлъжните бразди на гърба се стича до специални капиляри на главата.

## Размножаване
Снасят 3-10 яйца през септември-декември в дупка на около 30 cm под земята, които се излюпват след 3-4 месеца.

## Допълнителни сведения
Хищниците, които ловуват молохи, включват Дроплови и гуани.